# Tukaram
Tukaram (1568 o 1608 – 1649 o 1650) è stato un poeta indiano e santo Indù a cui si fa riferimento anche come Santo Tukaram, Bhakta Tukaram, Tukaram Maharaj, Tukoba e Tukobaraya.

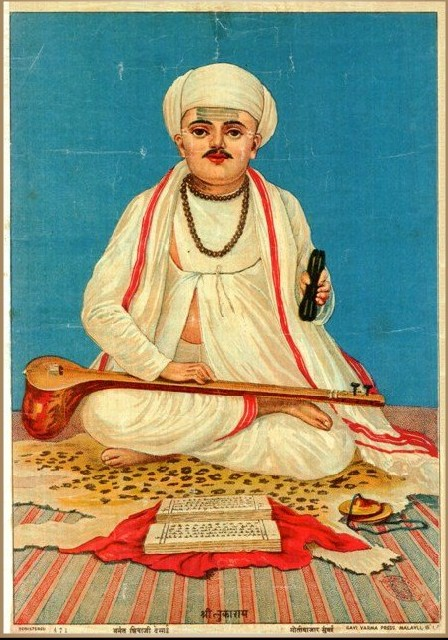
Santo Tukaram

Fu un santo del XVII secolo del Movimento Bhakti nel Maharashtra (India).
Faceva parte della tradizione devozionale ed egualitaria Varkari. È conosciuto per la sua poesia devozionale Abhanga e adorazione con canzoni spirituali (kirtan) per la comunità. La sua poesia era devota a Vitthala o Vithoba, un avatar del Dio Indù Visnù.

## Cultura di massa
- Sant Tukaram film indiano del 1936